# تپه‌جیک‌اورن (کوزان)
تپه‌جیک‌اورن (به ترکی استانبولی: Tepecikören) یک منطقهٔ مسکونی در ترکیه است که در قوزان (ترکیه) واقع شده‌است.